# طاووسک رئونیون
طاووسک رئونیون (نام علمی: Porphyrio caerulescens)، (به فرانسوی «پرنده آبی»)، یک گونه فرضی منقرض‌شده از خانوادهٔ یلوگان است که در جزیره ماسکارین رئونیون بومی بود. در حالی که بازدیدکنندگان جزیره تنها از روایت‌های قرن هفدهم و هجدهم می‌شناختند، اما در سال ۱۸۴۸ بر اساس گزارش سال ۱۶۷۴ سیور دوبوآ، برای آن نام‌گذاری علمی انجام شد. پیرو آن، ادبیات قابل توجهی به شباهت‌های احتمالی آن اختصاص یافت، و پژوهشگران کنونی توافق کردند که از سردهٔ طاووسک‌ها Porphyrio گرفته شده‌است. به دلیل نبود شواهد فیزیکی از وجود آن، پنهان و رازآلود پنداشته شده‌است.

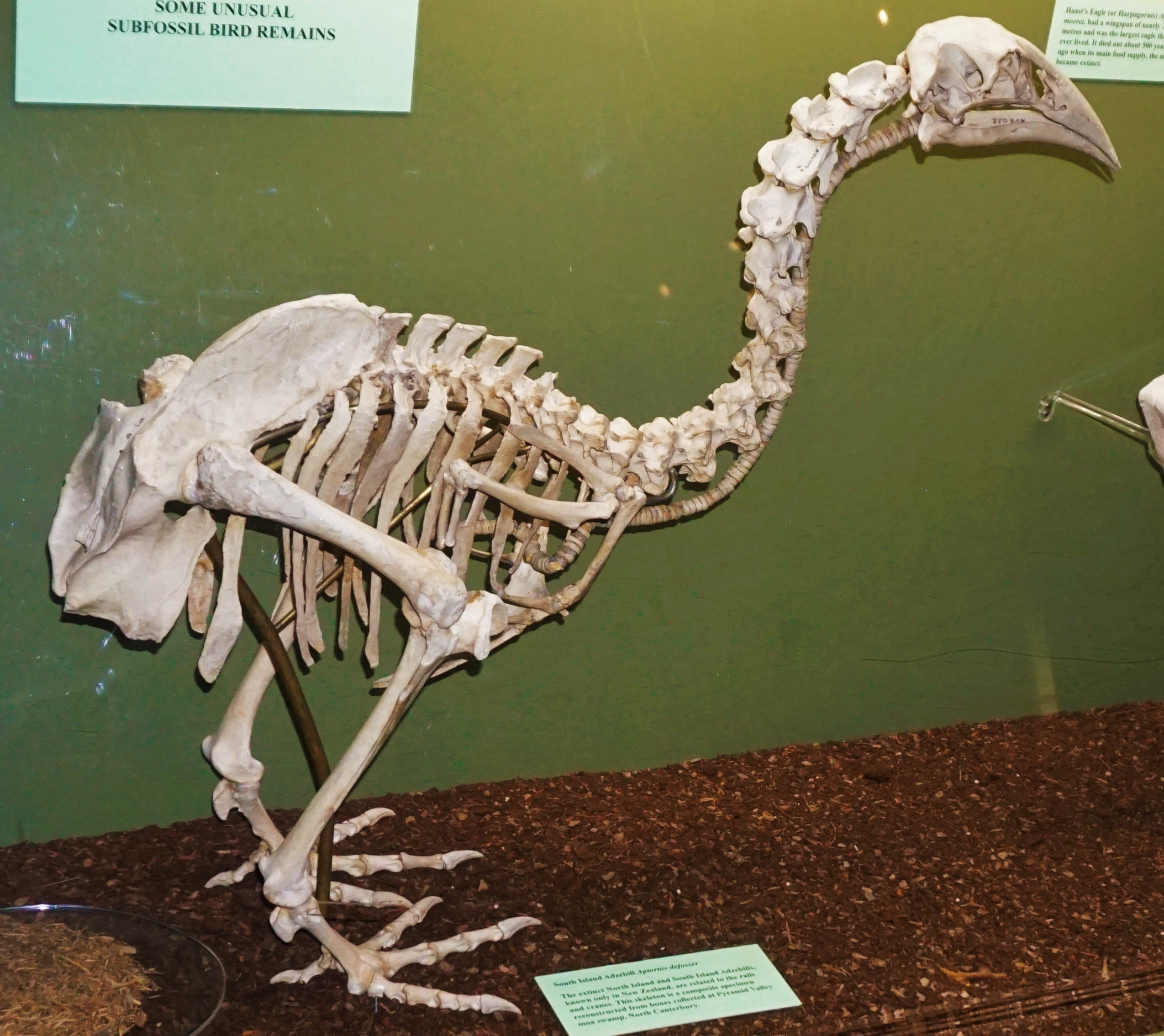
نام سردهٔ اصلی طاووسک رئونیون، Apterornis، در گذشته برای Aptornis منقرض‌شده استفاده می‌شد که والتر روچیلد بعدها معتقد بود که یکی از خویشاوندان آن بوده‌است.

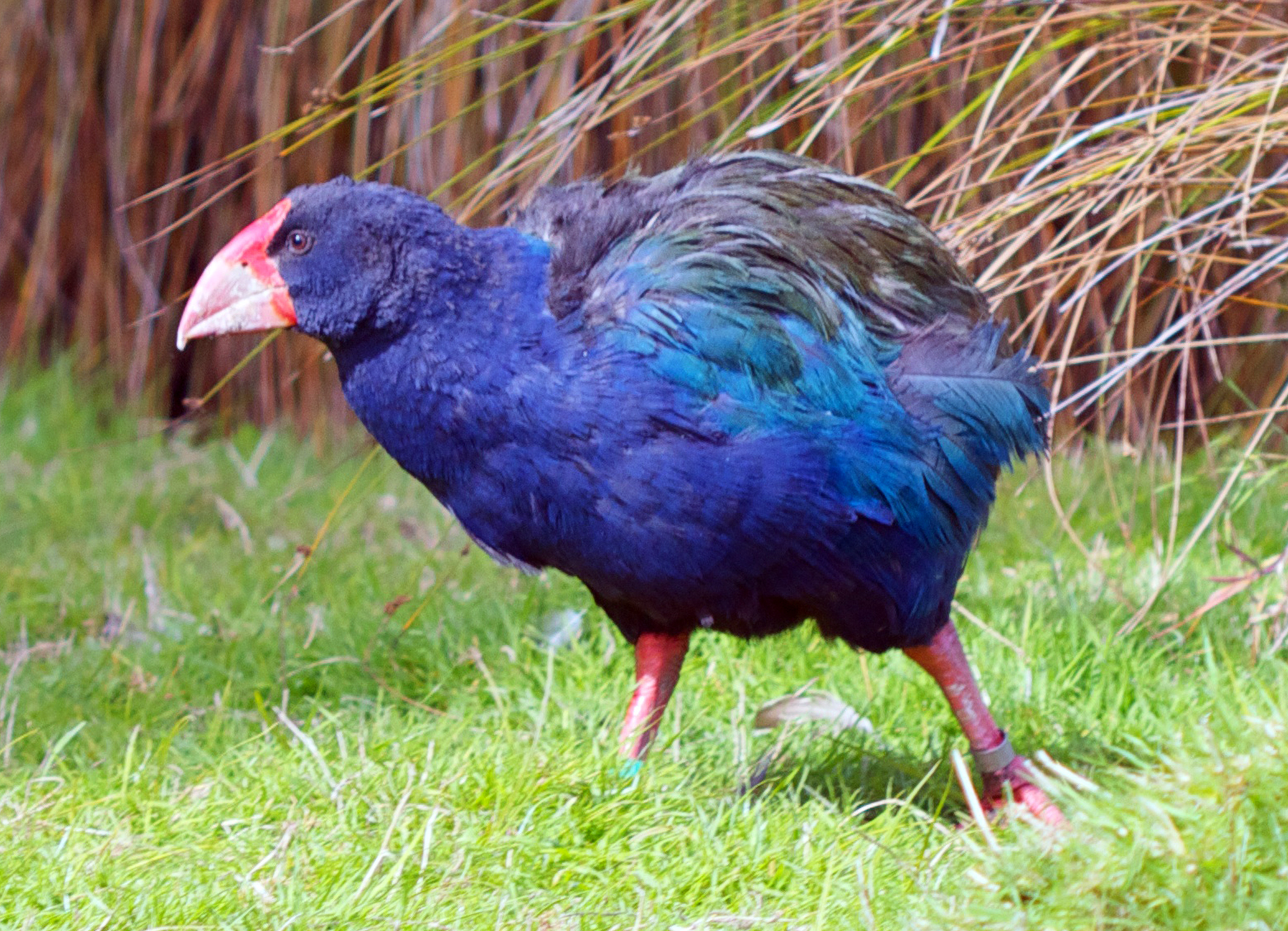
طاووسک رئونیون احتمالاً شبیه به تاکاهه بود و گاهی تصور می‌شد که ارتباط نزدیکی با هم دارند.

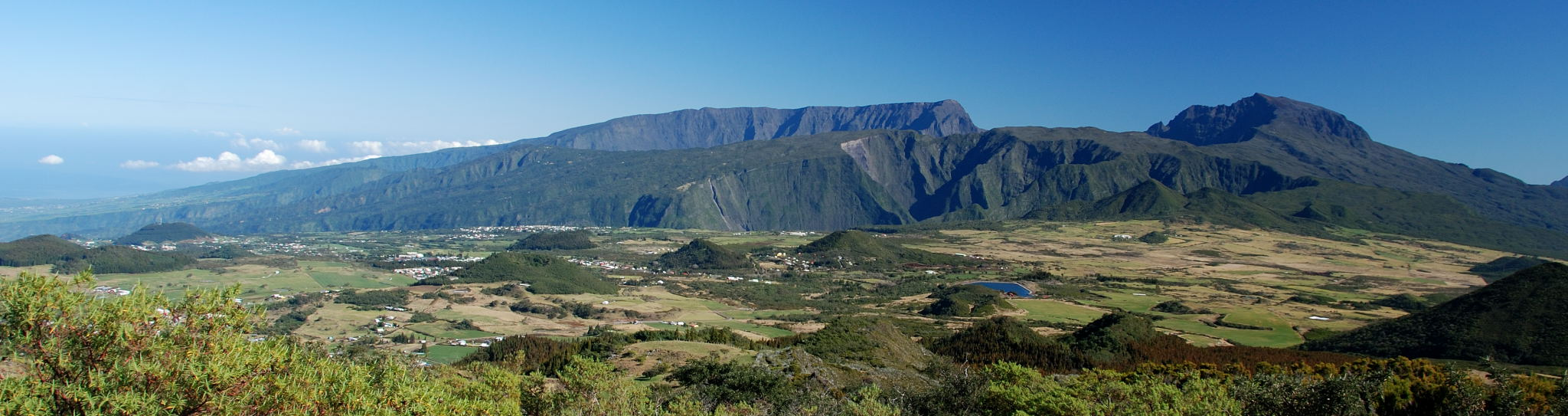
نمایی از Plaine des Cafres، تنها جایی که گفته می‌شد این پرنده در آن زندگی می‌کند.